# 逆転クオリア
| 人によって、感じ取られる質感が異なることはあり得るのか。 |

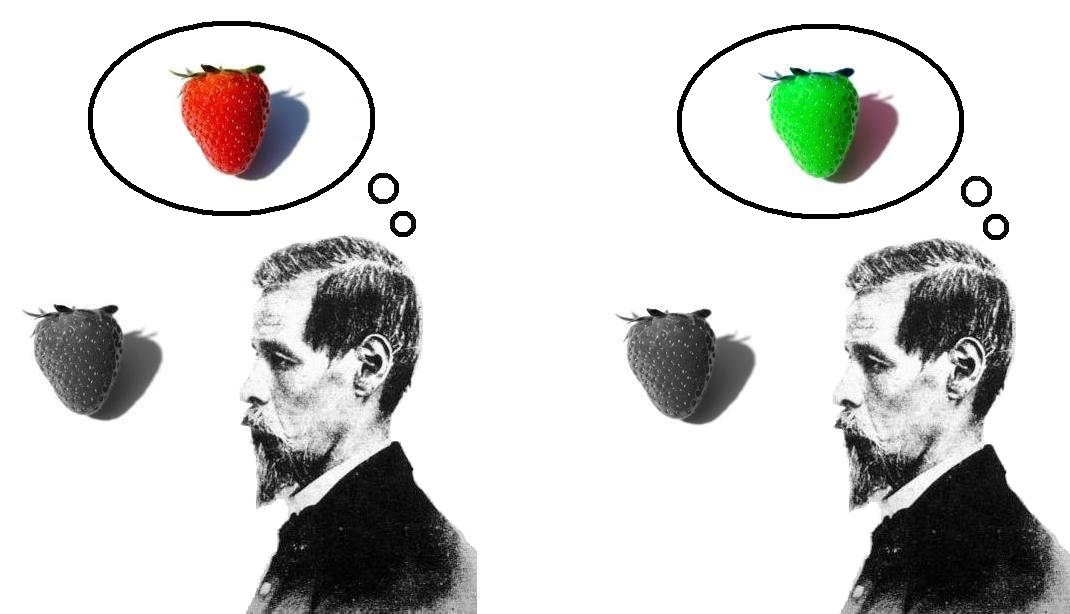
逆転クオリア

逆転クオリア（ぎゃくてんクオリア、英:Inverted qualia）は心の哲学で議論される思考実験の一つ。同じ物理的刺激に対し、異なる質的経験（クオリア）が体験されている可能性を考える思考実験である。逆転スペクトル（ぎゃくてんスペクトル、英:Inverted spectrum）とも呼ばれる。色覚の赤と緑が入れ替わっている例が代表的例として論じられるが、他の感覚様相（聴覚や痛覚）の場合でも論じられる。

## 概要
この思考実験の内容は次のようなものである。
同じ赤色に相当する周波数の光を受け取っている異なる人間は、同じ質感を経験しているのか？ひょっとすると全く違う質感を経験しているのではないか？
たとえばあなたが熟れたトマトを見ている時に感じる色（赤色）、これが別の人にはまったく違う質感で感じられているかもしれない。

## 歴史
こうした形の議論は、イギリスの哲学者ジョン・ロック（1632年 - 1704年）が1690年に発表した『人間知性論』（英: An Essay concerning Human Understanding）の中ですでに見られる。ロックは物体の寸法・形・運動（これを一次性質と呼んだ）をどれだけ詳しく調べても、そこから得られる色・味・音（二次性質と呼んだ）などについての知識は得られない、ということを論じた。現代哲学においては主にシドニー・シューメーカー、ネド・ブロックの影響で有名となった。

## 応答
この思考実験には様々な応答がある。以下、主なものをいくつか列挙する。
分からないから無意味
これは日常的な意味でもっとも普通と言える反応である。仮にクオリアの反転と言える事態が可能であり、そしてそれが現に起きていたとしても、それは行動的にも言語的にも判別できない。故にそうしたことを問うても無意味である。
特定の質感だけを選択的に反転させるのは困難（なので反転は不可能）
次にある反応として、質感は単独で独立してあるものではなく、他の質感と関係性を持ち全体の中での相対的な位置づけと言えるようなものがあるため、単純に特定の質感同士での反転を想定することは難しいだろう、という反応がある。色覚の反転の場合で言うと、色相だけを反転させると彩度や明度に関して非対称な入れ替えが行われることになり、そのため行動的・機能的に違いが現れる。そのため「誰にも分からないが質感だけが反転している」という思考実験が想定しているような事態は起き得ないだろうとする反応がある。

## 派生
クオリアの入れ替えの議論は多くの派生議論を持つ。入れ替えではなく特定の質感だけが欠如することを想定する議論であるクオリア欠如（英:Absent qualia）、クオリアが完全に欠落した存在である哲学的ゾンビ（英:Philosopher's zombie）の議論などがある。